# Microlepidotus
Los peces roncadores o roncos del género Microlepidotus son peces marinos de la familia de los haemúlidos, distribuidos por la costa del océano Pacífico de América Central y de América del Norte. Son especies de valor en la pesca, siendo comercializadas y frecuentes en los mercados.
Tienen el cuerpo esbelto y algo comprimido, con hocico apuntado y una boca pequeña en posición terminal; tienen una longitud corporal máxima entre 40 y 45 cm.

## Especies
Existen sólo dos especies válidas en este género:
- Microlepidotus brevipinnis (Steindachner, 1869) - Ronco bronceado o Corocoro corcovado.
- Microlepidotus inornatus (Gill, 1862) - Ronco rayadillo o Ronco jopatón.